# Tamarite de Litera
Tamarite de Litera  (en catalán: Tamarit de Llitera) es un municipio y población de España, capital histórico-cultural de la comarca de La Litera, al este de la provincia de Huesca, comunidad autónoma de Aragón, a 92 km de Huesca. Tiene un área de 110,6 km², con una población de 3528 habitantes (INE 2018) y una densidad de 33,59 hab/km². El código postal es 22550.
Tamarite de Litera forma parte de la denominada "Franja de Aragón", en tanto que está dentro de los territorios también catalanoparlantes de Aragón.

## Nombre
Según Robert Pocklington, el término Tamarite proviene del árabe ثمرات, ṯamarāt, "árboles frutales". Otra interpretación es que, como posible lugar de culto en el que se han hallado estelas, en griego se podría evidenciar el compuesto toponímico del lugar; así de las tres posibles raíces: tama, τάμα voto, exvoto; retor (voz del traductor Google, ritor),  ρήτωρ orador; lithos, λίθος piedra, roca, mármol. Es decir, lugar de culto, y quizá en el que se esculpían estelas de carácter religioso. [cita requerida]

## Geografía
La población se encuentra situada al este de la capital y al norte de la comunidad autónoma. Se encuentra una altitud de 360 m sobre el nivel del mar y carece de accidentes fluviales más allá de las torrenteras y cauces subterráneos originados en las zonas más elevadas de la comarca.
Desde Tamarite de Litera se empiezan a mostrar las primeras cordilleras que preceden al pre-Pirineo. El municipio está situado al pie de la esteparia cordillera de la Gessa, un plegamiento anticlinal de yesos declarado Lugar de Interés Comunitario (LIC) con la denominación de "Yesos de Barbastro". El otro extremo del municipio está dominado por rocas areniscas fácilmente erosionables y de poca consistencia, más comunes en el resto de la provincia y que acaban mezclándose repentinamente con los suelos de yeso, conformando un singular paisaje. Ya en el sur de la población, nos encontramos ante un llano regado por el Canal de Aragón y Cataluña que continúa con pocos accidentes orográficos hasta los ríos Cinca y Ebro.

### Clima
En Tamarite de Litera, los veranos son cálidos y mayormente despejados, los inviernos son muy frío y parcialmente nublados y está seco todo el año. Durante el transcurso del año, la temperatura generalmente varía de 1 °C a 32 °C y rara vez baja a menos de -3 °C o sube a más de 35 °C. Llueve durante el año en Tamarite de Litera. El mes con más lluvia en Tamarite de Litera es octubre, con un promedio de 37 mm de lluvia. El mes con menos lluvia en Tamarite de Litera es julio, con un promedio de 12 mm de lluvia. Las precipitación anual media no llega a los 300 mm. 

### Localidades limítrofes
Su término municipal limita con los de Albelda, Alcampell, Altorricón, Almacellas, Castillonroy, San Esteban de Litera y Lérida.

## Historia

Escudo de armas del rey de Aragón

### De los orígenes al esplendor medieval
Cuando empezó a habitarse el área de Tamarite de Litera no se conoce, pero por los numerosos vestigios hallados en yacimientos cercanos a la localidad se presupone que ya existía un poblado en tiempos de los iberos. Los ilergetes, primeros habitantes del poblado, sucumbieron (como gran parte la península ibérica) a la ocupación romana. Llegado el declive del imperio romano, el núcleo pasaría a manos de los invasores visigodos para caer luego en poder de los musulmanes en el 714. Comenzada la reconquista, Sancho Ramírez consiguió tomar la población en 1064, perdiéndola de nuevo dos años después. Alfonso I “El Batallador” hizo lo propio en 1107, reteniéndola hasta 1134. Perdida de nuevo, Tamarite no sería finalmente reconquistada para Aragón hasta 1149 por Pedro de Estopiñán. Durante el medievo Tamarite fue uno de los más importantes núcleos del Reino y más tarde Corona de Aragón, celebrándose Cortes en la villa en los años 1375 y 1383. A fecha de 18 de abril de 1408, Martín I “El Humano” le da el título de ciudad por carta real.

### La cuestión fronteriza
Durante los inicios de la reconquista, la villa pasó de ser aragonesa a ser catalana durante varias décadas. La frontera administrativa entre Aragón y Cataluña fue cambiada del río Segre al río Cinca por el testamento de Jaime I, dejando a la villa en tierras de Cataluña. El testamento no se llegó a realizar por la muerte del heredero Alfonso, y la frontera fue cambiada posteriormente por Jaime II a la Clamor de Almacellas. Tamarite será destruida por las tropas franco-catalanas durante la sublevación de Cataluña, a mediados del siglo XVII para después ser repoblada por gentes de zonas cercanas, tanto del alto Aragón como de la Cataluña más próxima. La inestabilidad fronteriza acabará con la guerra de sucesión española a principios del siglo XVIII, en la que Tamarite se verá integrada en el corregimiento de Barbastro por la nueva dinastía borbónica y más tarde en la provincia de Huesca a raíz de la división territorial española de 1833. Desde el fin de la guerra de sucesión, el único lazo administrativo con Cataluña será la pertenencia religiosa de Tamarite, con La Litera y parte de la Ribagorza al obispado de Lérida, unión que duraría hasta finales del siglo XX.

### Cortes de Aragón

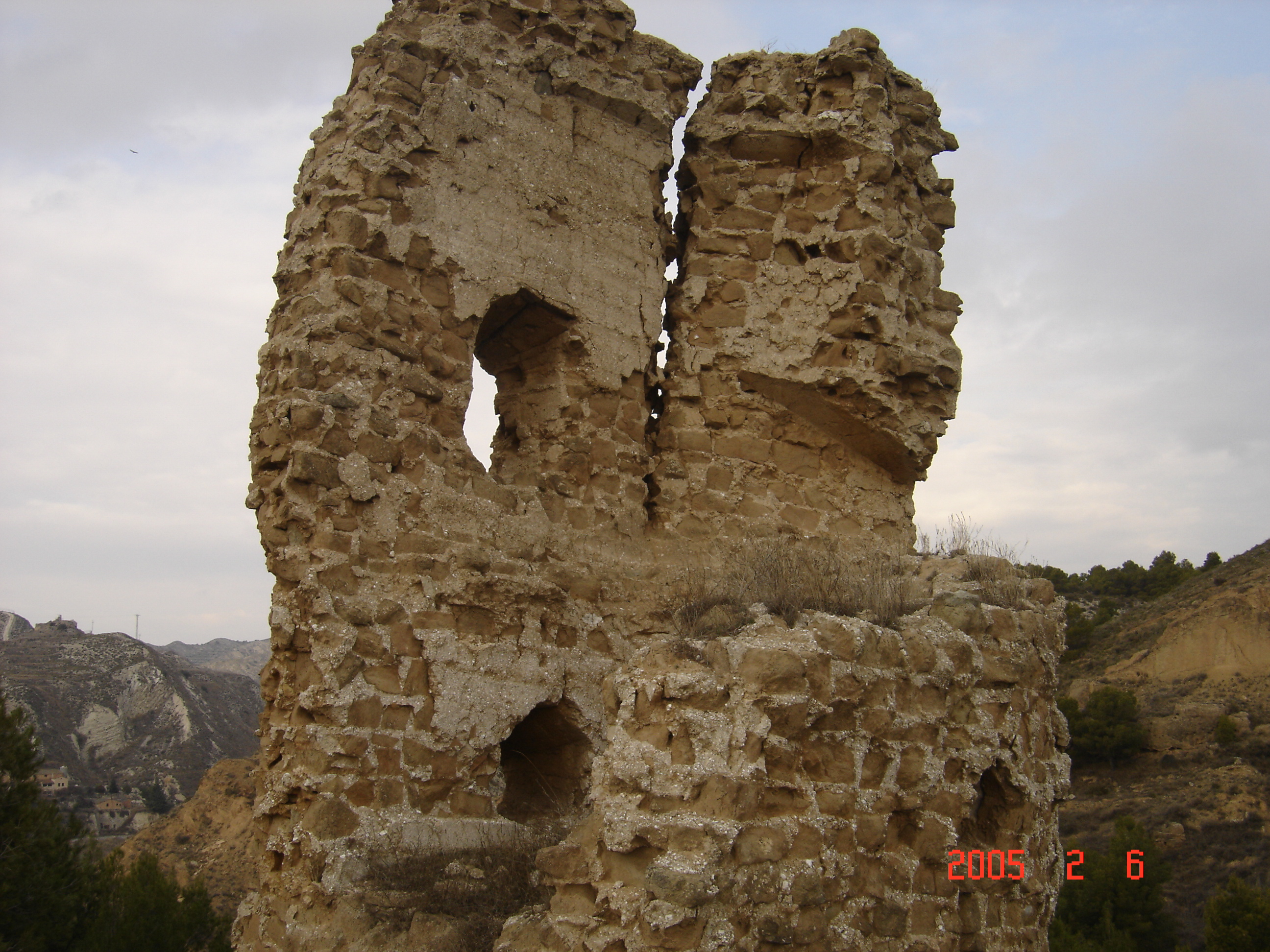
Ruinas del antiguo castillo de los Moros.

Se celebraron Cortes de Aragón en 1375.
Debido a la entrada de la Peste Negra en el Reino de Aragón, Pedro el Ceremonioso tuvo que mover las Cortes de Monzón de 1382-1384. Primero las movió a Tamarite en 24 de mayo, pero, al registrarse también peste allí, las movió el 28 del mismo mes a Fraga.

### Canal de Tamarite
En 1834 se concedió por cédula Real la construcción del llamado Canal de Tamarite. Este canal de riego utilizaría agua del río Ésera y el río Cinca para regar 104.000 Hectáreas. La propuesta inicial era de un canal que terminaría en Tamarite, pero el proyecto lo acabaría prolongando para regar tierras en Cataluña, y el nombre fue cambiado al nombre actual de Canal de Aragón y Cataluña. Fue construido gracias a los esfuerzos del político Joaquín Costa. Hubo varios retrasos que hicieron que el inicio de la obra se retrasase durante décadas.

### SigloXX
En 1906 se dará un impulso vital a la empobrecida comarca de La Litera. La construcción del canal de Aragón y Cataluña, obra inspirada en el regeneracionismo de Joaquín Costa, regará desde entonces el centro y sur de la comarca. El repentino inicio de la guerra civil colocaría a la villa en territorio republicano. En Tamarite y toda la comarca,  se sucederían colectivizaciones agrarias y diversos ejercicios de administración libertaria. Pese a la cercanía del Frente de Aragón, y al margen de periódicos bombardeos aéreos por parte de la aviación franquista (que destruyeron parte de la Iglesia de Santa María la Mayor)[cita requerida], Tamarite no fue escenario de batallas. La localidad fue ocupada por el ejército franquista en 1938, durante la llamada ofensiva de Aragón, tras la derrota de las tropas republicanas situadas en torno a Siétamo.
Terminada la dictadura franquista, la normalidad continuará en la vida de Tamarite con la monarquía parlamentaria de Juan Carlos I y su Constitución de 1978. En ese tiempo, Tamarite pierde poder administrativo en beneficio de la villa de Binéfar, con la cual comparte capitalidad desde el año 2000: Tamarite es ahora la capital histórico-cultural y Binéfar la capital administrativa de la comarca.

## Economía
Los ingresos de la villa, enclavada en una zona rural y alejada de grandes núcleos urbanos e industriales, provienen mayoritariamente del sector primario, con una fuerte implantación de las granjas de explotación de ganado porcino y bovino y una fuerte presencia de cultivos frutales (manzanas, peras, melocotones) y de cereales como el trigo y la cebada.

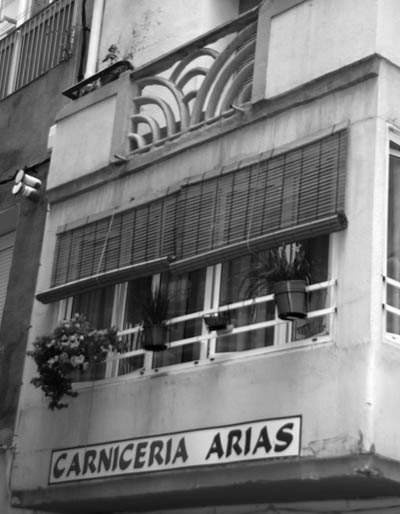
Fachada de una carnicería en el municipio.

La moderada actividad industrial se debe en su mayor parte a la alimentación (almendras, aceite de oliva...) y a la construcción de pretensados y maquinaria agrícola, entre otros. Recientemente el sector fabril ha recibido un enorme impulso con la creación en el municipio de una empresa de sinterización de metales (AMES Tamarite).
En lo que respecta al sector servicios, se aprecia una actividad adecuada a la magnitud poblacional del núcleo con la excepción de una rápida y sólida emergencia del turismo rural, plasmada en la reciente ampliación en un nuevo edificio de "Casa Galindo", que se suma al ya existente y a la "Casa Rural de la Franja".
En 2024 se inauguró una nueva plataforma logística que ocupa 165 hectáreas dedicada al transporte de productos frescos de origen agrícola y cárnico, una de las grandes especialidades de la Comarca de la Litera.

## Cultura
Situada en la frontera entre Aragón y Cataluña, y fruto de los siglos de constante intercambio cultural, la población de Tamarite comparte características de ambas regiones, reflejadas en su cultura, lengua y tradiciones.

### El hecho lingüístico
La lengua hablada por los habitantes de Tamarite se adscribe científicamente al ámbito lingüístico catalán, aunque tiene influencias del castellano y el aragonés oriental". De manera popular también se le ha denominado "tamaritano".
El Anteproyecto de la Ley de Lenguas de Aragón lista Tamarite entre las "zonas de utilización predominante de su respectiva lengua o modalidad lingüística propia o zonas de utilización predominante del catalán normalizado".

### Fiestas
El Lunes de Pascua se celebra el Día de la Mona, festividad local en la que los amigos y la familia suelen reunirse para compartir una comida en la que se toma de postre una Mona de Pascua, tarta de bizcocho emborrachado normalmente adornada con fruta y un huevo de chocolate.
La noche anterior al día del Corpus Christi, los vecinos de la localidad trazan dibujos en las calles del casco antiguo, que durante varias horas serán rellenados de serrín tintado de diferentes colores, conformando bellas Alfombras sobre las que se llevará a cabo la procesión del Corpus al día siguiente.
El día de Nochebuena es vivido con mucha alegría por los niños a raíz de la tradición de la Tronca de Nadal, tradición aragonesa y catalana.
Las fiestas se celebran la primera semana de septiembre en honor a la Virgen del Patrocinio.

### Retablo mayor

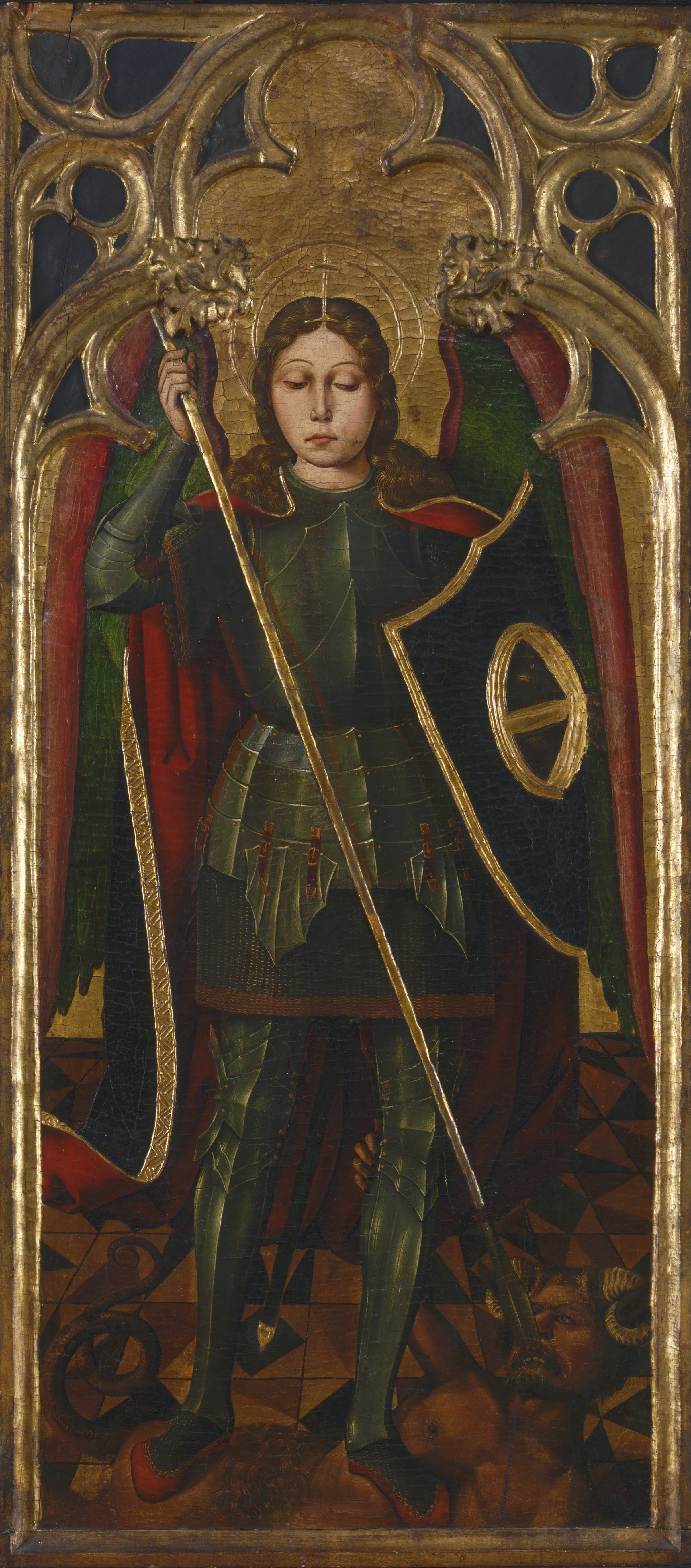
Parte del retablo mayor (ca. 1500, Museo de Arte de Filadelfia)

El retablo mayor de Tamarite fue contratado en 1500 a Miguel Ximénez y su hijo Juan Ximénez, y también intervino el oscense Martín de Larraz. Terminado en 1503. Desapareció durante la Guerra Civil y sólo se salvó la tabla de San Miguel, que se supone fue pintada por Juan, y que a día de hoy está guardada en el Museo de Arte de Filadelfia. Esta tabla tenía un fondo de oro ya que estaba en el guardapolvo. La tabla y otros cuadros del retablo guardaban algunos parecidos con el retablo de la Colegiata de Bolea.

### Deporte
En la localidad encontramos el referente futbolístico con el Club Deportivo Juvenil Tamarite, que ha competido en más de una docena de veces en la tercera división de España.
En Tamarite también existe una escuela deportiva que abarca los ámbitos deportivos del fútbol: La Escuela Deportiva La Litera.

#### Las hogueras
Cada año se celebran las hogueras de San Juan, San Antón, San Blas, Santa Lucía y San Sebastián en la localidad.

## Administración y política
| Período        | Alcalde                              | Partido | Partido |
| -------------- | ------------------------------------ | ------- | ------- |
| 1979-1983      | Florencio Nadal Escalona             | UCD     |         |
| 1983-1987      | Florencio Nadal Escalona             | PAR     |         |
| 1987-1991      | Florencio Nadal Escalona             | PAR     |         |
| 1991-1995      | Modesto Capdevila                    | PSOE    |         |
| 1995-1999      | Modesto Capdevila                    | PSOE    |         |
| 1999-2003      | Javier Pelegrí                       | PAR     |         |
| 2003 2003-2007 | Javier Urgeles Francisco Mateo Rivas | PSOE    |         |
| 2007-2011      | Francisco Mateo Rivas                | PSOE    |         |
| 2011-2015      | Francisco Mateo Rivas                | PSOE    |         |
| 2015-2020      | Francisco Mateo Rivas                | PSOE    |         |

| Partido político    | Partido político                                   | 2003   | 2007   | 2011   | 2015   | 2019   | 2023   |
| Partido político    | Partido político                                   | Ediles | Ediles | Ediles | Ediles | Ediles | Ediles |
|                     | Partido de los Socialistas de Aragón (PSOE-Aragón) | 4      | 6      | 5      | 7      | 6      | 4      |
|                     | Partido Popular de Aragón (PP)                     | 4      | 3      | 5      | 4      | 5      | 6      |
|                     | Chunta Aragonesista (CHA)                          | 1      | 1      | 1      | 0      | 0      | 0      |
|                     | Partido Aragonés (PAR)                             | 2      | 1      | 0      | 0      | 0      | 0      |
|                     | Ciudadanos (CS)                                    | —      | —      | —      | 0      | —      | —      |
|                     | Vox                                                | —      | —      | —      | —      | —      | 1      |
| Total de concejales | Total de concejales                                | 11     | 11     | 11     | 11     | 11     | 11     |

## Demografía
Tamarite de Litera cuenta con una población de 3429 habitantes (INE 2024).
| Gráfica de evolución demográfica de Tamarite de Litera entre 1842 y 2021 |
| |
| Población de derecho según los censos de población del INE Población de hecho según los censos de población del INEEntre el censo de 1857 y el anterior, crece el término del municipio porque incorpora a Olrriols, sin población Entre el censo de 1940 y el anterior, disminuye el término del municipio porque independiza a Altorincón |

Actualmente, lo que se conoce como municipio de Tamarite de Litera comprende los siguientes núcleos de población:
- Tamarite de Litera.
- Algayón.
- La Melusa.

## Transporte
El municipio está enlazado con la red ferroviario española y cuenta con su propia estación de ferrocarril, si bien las instalaciones actualmente carecen de servicios de viajeros y son empleadas con fines logísticos o para el tráfico de mercancías.